# برنهارد كروغر
برنهارد كروغر (بالألمانية: Bernhard Krüger)‏ هو جندي ألماني، ولد في 26 نوفمبر 1904 في ريزا في ألمانيا، وتوفي في 3 يناير 1989 في هامبورغ في ألمانيا.